# Chamaegastrodia
Chamaegastrodia là một chi thực vật có hoa trong họ Orchidaceae.